# 22185 Štiavnica
22185 Štiavnica là một tiểu hành tinh vành đai chính với chu kỳ quỹ đạo là 2089.4214334 ngày (5.72 năm).
Nó được phát hiện ngày 29 tháng 12 năm 2000.